# جين وايزمان
جين وايزمان (بالإنجليزية: Jane Wiseman)‏ (1682 - 1717)؛ مؤلِّفة، كاتِبة مسرحية وشاعرة بريطانية-إنجليزية.